# Долотинское сельское поселение
Долотинское сельское поселение — муниципальное образование в Красносулинском районе Ростовской области.
Административный центр поселения — хутор Молаканский.

## Административное устройство
В состав Долотинского сельского поселения входят:
- хутор Молаканский,
- хутор Большое Зверево,
- хутор Водин,
- хутор Долотинка,
- посёлок Первомайский.

## Население
| 2010  | 2012  | 2013  | 2014  | 2015  | 2016  | 2017  |
| ----- | ----- | ----- | ----- | ----- | ----- | ----- |
| 2016  | ↘1991 | ↘1937 | ↘1900 | ↘1876 | ↘1824 | ↘1759 |
| 2018  | 2019  | 2020  | 2021  |       |       |       |
| ↘1754 | ↘1737 | ↘1699 | ↘1676 |       |       |       |